# ڑ
Aṛ (ڑ) – litera rozszerzonego alfabetu arabskiego, wykorzystywana w językach: urdu, pendżabskim, kaszmirskim i beludżi. Używana jest do oznaczenia dźwięku [ɽ], tj. spółgłoski zwartej z retrofleksją bezdźwięcznej.

## Postacie litery
| Postać: | izolowana | końcowa | środkowa | początkowa |
| ------- | --------- | ------- | -------- | ---------- |
| Wygląd: | ڑ‬         | ـڑ‬      | ـڑ‬       | ڑ‬          |

## Kodowanie
| Znak                   | ڑ                  | ڑ                  |
| ---------------------- | ------------------ | ------------------ |
| Nazwa w Unikodzie      | Arabic Letter Rreh | Arabic Letter Rreh |
| Kodowanie              | dziesiątkowo       | szesnastkowo       |
| Unicode                | 1681               | U+0691             |
| UTF-8                  | 218 145            | da 91              |
| Odwołania znakowe SGML | &#1681;            | &#x0691;           |